# Traité de Chicago
Ne doit pas être confondu avec Convention de Chicago.

Régions d'origines des peuples Anishinaabes, incluant le Conseil des Trois Feux, dans les Grands Lacs (1650-1820).

Le traité de Chicago se réfère aux deux traités conclus et signés en 1821 et 1833 entre les États-Unis et les peuples amérindiens Outaouais, Ojibwés et Potawatomis (tous les trois regroupés à travers le Conseil des Trois Feux) afin que ces derniers cèdent leurs terres pour permettre l'établissement officiel de ce qui deviendra la ville de Chicago.
En 1795, dans une partie du traité de Greenville, une confédération amérindienne a accordé aux États-Unis l'acquisition d'une parcelle d'environ 16 km2 de terre à l'embouchure de la rivière Chicago (représentant une portion de l'actuel centre de la ville de Chicago). D'autres accords issus du traité de Saint-Louis de 1816 ont permis l'acquisition de terrains supplémentaires dans la région de Chicago, y compris la partie qui est connue aujourd'hui comme étant le Portage de Chicago.

## Contexte

### Traité de 1821

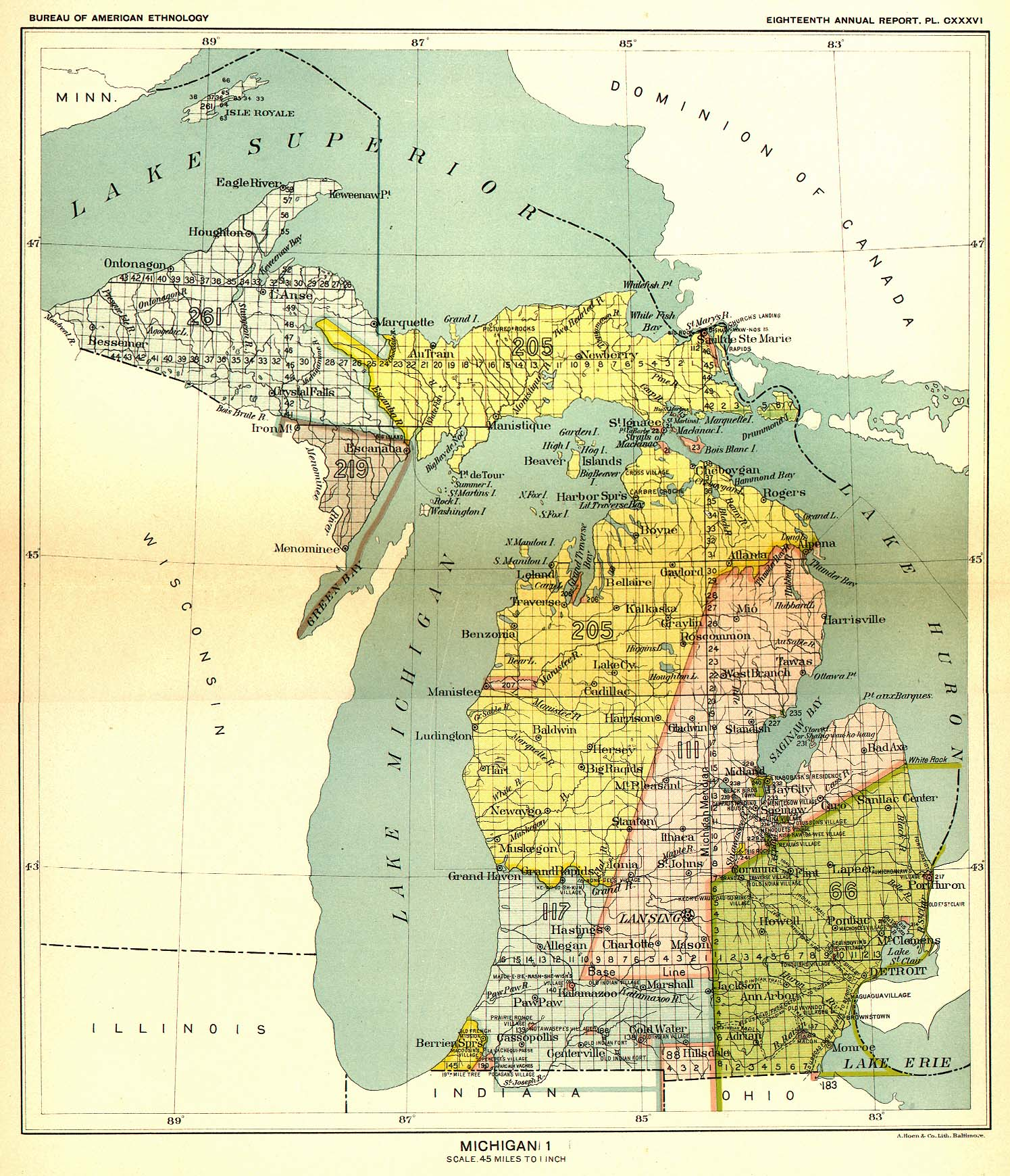
Le traité de Chicago de 1821 a cédé la zone grise en forme de L dans le sud-ouest du Michigan, ainsi que la région située autour de la côte sud et ouest du lac Michigan.

Le premier traité de Chicago a été signé le 29 août 1821 par le gouverneur du Territoire du Michigan Lewis Cass, par le représentant des États-Unis Salomon Sibley, et par des représentants régionaux des tribus Outaouais, Ojibwés et Potawatomis. Le traité est entré en vigueur le 25 mars 1822.
En échange de marchandises diverses (couvertures, provisions de sucre et de café, ustensiles, médicaments, animaux domestiques, etc.) d'une valeur approximative de 20 000 dollars, les Amérindiens cédèrent aux États-Unis toutes les terres situées dans le Territoire du Michigan jusqu'au sud de la rivière Grand (à l'exception de plusieurs régions réservées aux Amérindiens), un territoire couvrant l'État actuel de l'Ohio, le site de l'actuel centre de la ville de Chicago, une portion de la ville actuelle de Détroit, et des parties de l'État actuel de l'Indiana (principalement autour de la côte sud du lac Michigan). Cependant, le traité accordait aux Amérindiens des droits de propriété sur des parcelles définies à l'intérieur des limites de la région.

### Traité de 1833
Dans les années 1800, les frontières de l'Illinois se sont rapidement étendues, des fermes et des villages sont sortis de terre du jour au lendemain.
Entre 1800 et 1810, la population a augmenté de 12 282 habitants. Ces colons ou pionniers ont prospéré dans la moitié sud de la région qui était connue comme étant le Territoire de l'Illinois (les États actuels de l'Illinois et du Wisconsin). Comme les frontières ou limites ont été établies avec un élargissement toujours croissant, les colons ont commencé à envisager l'indépendance de leur région.
Le Territoire de l'Illinois était un territoire organisé des États-Unis, créé par une loi du Congrès votée le 3 février 1809 et entrée en application le 1er mars. Il cessa d'exister lorsque sa partie sud entra dans l'Union en tant qu'État de l'Illinois, le 3 décembre 1818.
Le 26 août 1818, une convention a adopté une constitution et le 3 décembre 1818, l'Illinois est devenu officiellement le  21e État de l'Union avec un total de treize comtés, tous situés dans la partie méridionale de l'État. Les pionniers du sud de l'Illinois se trouvaient dans les limites de ces treize comtés, mais la moitié nord de l'État n'était pas encore formellement établie en comtés, sauf pour les nombreux Amérindiens qui vivaient encore là. La région nord de l'Illinois ne put se développer économiquement qu'à la fin de la construction du canal Érié en 1825, ouvrant ainsi une route du commerce. En 1832, la guerre de Black Hawk a également entravé la prospérité du Nord. Cette guerre fut conduite par Black Hawk, un chef sauk et a éclaté peu après que Black Hawk et un groupe de Sauks, de Mesquakies et de Kickapous connu sous le nom de British Band traverse le fleuve Mississippi vers l'Illinois en avril 1832. Les motifs de Black Hawk sont ambigus, mais il espérait apparemment éviter une effusion de sang alors qu'ils se réinstallaient sur des terres qui avaient été cédées aux États-Unis dans un traité disputé en 1804. Le 8 mai, la brigade de miliciens du général Whiteside est regroupée en service fédéral sous le commandement d'Atkinson. Les résidents les plus importants de l'Illinois ont rejoint la milice pour vaincre Black Hawk qui fut finalement retenu prisonnier avec les Amérindiens qui se trouvaient sur la rivière Mississippi. Black Hawk est mort en 1838 à l'âge de 71 ans. Les colons de l'Illinois voulaient développer les régions sauvages du nord-ouest et par conséquent les Amérindiens ont été amenés à céder ou abandonner leurs biens pour que les colons puissent construire et prospérer comme ils le voulaient.

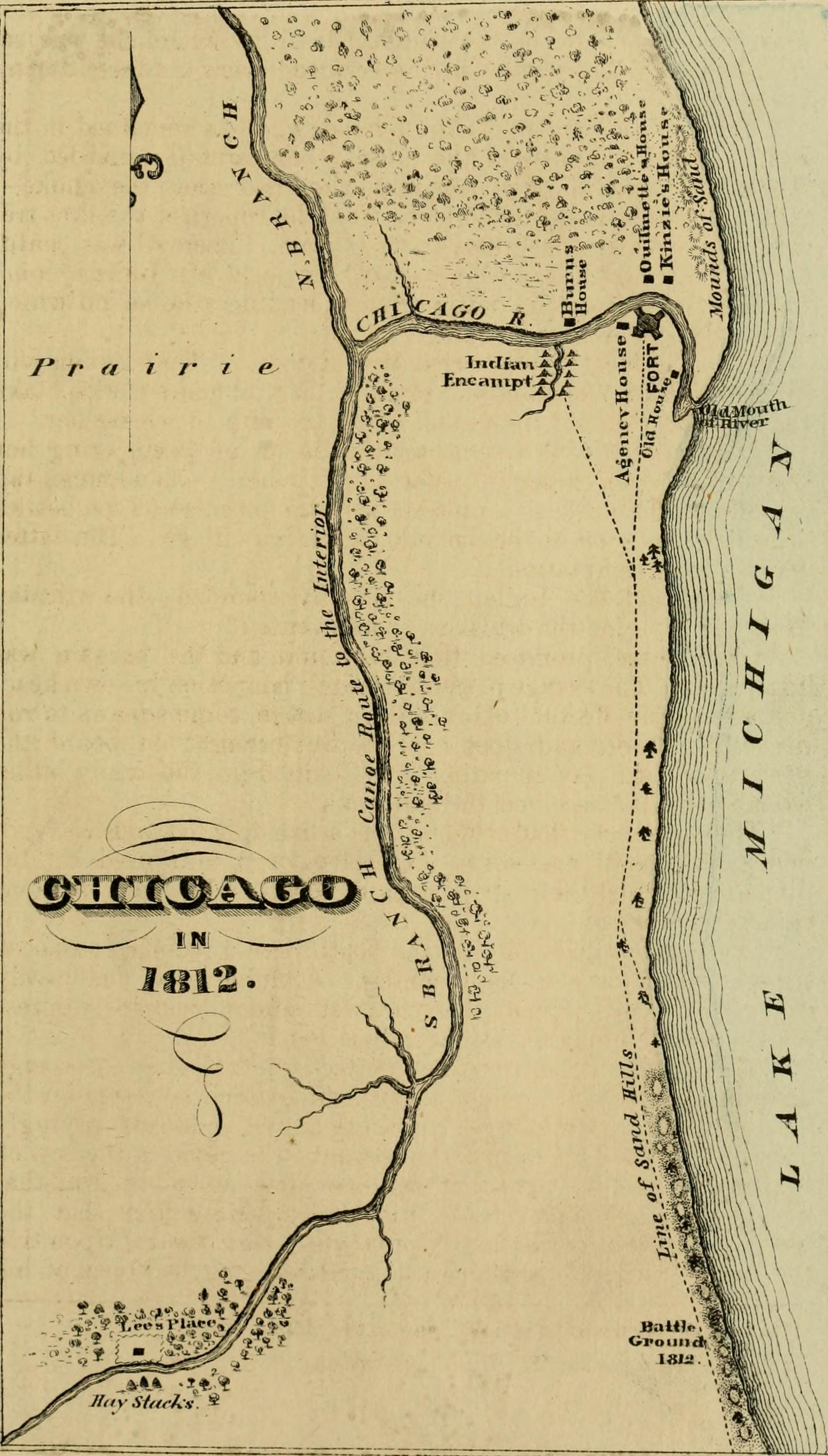
Carte représentant le site de la future ville de Chicago avec l'emplacement du fort Dearborn. On peut distinguer les branches de la rivière Chicago (1812).

En 1833, Chicago était un bourg de seulement 350 habitants. La même année, le village de Chicago reçut une charte par l'État de l'Illinois pour se constituer en municipalité dirigée par un maire et six subdivisions appelées « wards ». Ce noyau urbain était délimité par les rues Kinzie, Des Plaines, Madison et State, et englobait une superficie d'environ 1 km2, c'est devenu un pôle économique pour la région. À l'automne 1833, des délégués sont allés à Chicago pour négocier un traité avec la tribu amérindienne Potawatomi afin de les amener à se déplacer à l'ouest du fleuve Mississippi. Les commissaires étaient le gouverneur du Territoire du Michigan Georges B. Porter et le représentant des Amérindiens William Weatherford.
Les Amérindiens se composaient de trois tribus, les Potawatomis, les Ojibwés et les Outaouais. Pendant les années 1600, ils étaient tous membres d'une grande tribu divisée en trois tribus principales. Leur ancien territoire se trouvait dans le sud du Michigan. Dans une négociation datant du 29 août 1821, les trois tribus avaient signé un traité et avaient renoncé à leur demande de garder leurs terres dans le Michigan au sud de la rive nord de la rivière Grand, mais ont conservé cinq réserves et certaines concessions de terres pour les membres de leur tribu. Ils ont été payés 5 000 dollars par an pendant vingt ans avec un montant supplémentaire de 1 000 dollars par an pendant quinze ans pour payer des forgerons et des enseignants afin qu'ils puissent leur apporter une aide en matière d'armement et une éducation aux enfants.
Les commissaires souhaitèrent désormais que les Amérindiens cèdent au gouvernement américain les dernières parties de leurs terres situées dans l'Illinois. Les tribus campaient tout autour du village de Chicago. Les commissaires ont offert de la nourriture, du whisky, du café, des couvertures, des médicaments, des objets de valeur et une somme de 100 000 dollars pour gagner leurs faveurs. Le gouverneur du territoire du Michigan a dirigé le comité. Le 26 septembre 1833, les deux parties ont signé le traité de Chicago qui stipulait que les Amérindiens avaient trois ans pour quitter leur territoire qui s'étendait de River Rock dans l'Illinois jusqu'à la rivière Grand dans le Michigan. Les Amérindiens ont accepté et ont quitté la région.
De 1795 à 1833 de nombreuses tribus différentes ont cédé plus d'un million d'acres de terres dans l'Illinois. La superficie totale des terres qui furent cédées au gouvernement au cours de cette période était de 144 327 km2.
Le 4 mars 1837, le village de Chicago acquiert officiellement le statut de ville. En 1848 furent érigés le Market Building et le premier hôtel de ville de Chicago sur State Street. La démographie de Chicago explosa à partir de 1840 (4 470 habitants ; 92e place) et atteignit 29 963 habitants en 1850, se plaçant à la 24e place des villes les plus peuplées du pays. En 1860, elle comptait 112 172 habitants et bondit à la 9e place ; sa population tripla en 1870 avec 298 977 habitants ; en 1880 elle comptait 503 185 habitants, se plaçant à la 4e place et gagna son premier million d'habitants en 1888 ; elle comptait 1 099 850 habitants en 1890, devenant ainsi la deuxième plus grande ville des États-Unis après New York et l'une des plus importantes du monde aux côtés de Londres, Paris et Berlin. Au tournant du XXe siècle, Chicago devient un pôle économique majeur et l'une des plus importantes places financières du monde (Chicago Board of Trade ; CBOT) et la première bourse de matières premières agricoles au monde.